# David Walliams
David Edward Walliams OBE, pseudoniem van David Edward Williams, (Banstead, 20 augustus 1971) is een Engels acteur en kinderboekenschrijver, meest bekend voor zijn rollen in de televisieserie Little Britain.

## Biografie
Hij groeide op in Banstead, in het graafschap Surrey, als kind van Peter en Kathleen Williams en heeft een oudere zus. Hij zat op de Reigate Grammar School en was lid van het Nationale Jeugdtheater van Engeland. Williams is zijn echte naam, die hij vanwege acteursverdragen liet veranderen in ‘Walliams’.
Walliams had sinds eind 2009 een relatie met het Nederlands/Britse model Lara Stone. Op 20 januari 2010 werd bekend dat zij verloofd waren. Op 16 mei 2010 zijn ze getrouwd in Londen. Hun eerste kind, een zoon, werd geboren op 5 mei 2013. In februari 2015 ging het koppel uiteen.
Zijn beste vriend is komiek Alan Carr.

## Televisiewerk

### Little Britain
Walliams is beroemd geworden dankzij zijn vele vertolkingen (samen met Matt Lucas) in de Britse komedie Little Britain. Hij is tevens co-auteur, samen met Lucas, van de reeks.
Zo speelt hij onder andere de rollen van travestiet Emily Howard, homo Sebastian Love, psychiatrisch patiënte Anne, Carol ‘Computer says no’ Beer, astronaut Bing Gordon, Maggie Blackamoore, de kotsende dame uit seizoen 3 en Desiree (de reusachtige dikke donkere vrouw uit seizoen 3).

### Come Fly With Me
Vanaf juni 2010 raakte bekend dat Walliams en Matt Lucas opnieuw samen zouden werken aan een nieuwe serie, nl. Come Fly with Me. De uitzendingen begonnen op BBC One op Kerstmis 2010. De serie is eigenlijk een parodie op verschillende realityreeksen over het leven in de luchthaven. Begin 2011 werd bekendgemaakt dat er een tweede seizoen komt.

### Big School
Walliams schreef en speelde in de Britse sitcom Big School (2013-2014), samen met Catherine Tate en Philip Glenister.

## Zwemmen voor het goede doel
Walliams is ook sportief aangelegd. Op 4 juli 2006 zwom hij voor het goede doel ('Sport Relief') Het Kanaal over. In tien uur en vierendertig minuten zwom hij de volledige lengte van 35 km tussen Frankrijk en Groot-Brittannië over. Hiermee haalde hij een bedrag van één miljoen pond binnen voor het goede doel.
Op 7 maart 2008 deed hij de stunt nog eens over, weer voor hetzelfde goede doel. Deze keer zwom hij echter niet Het Kanaal over, maar de Straat van Gibraltar en de breedte daarvan is minimaal 15 km.
Van 5 tot 12 september 2011 heeft Walliams voor het goede doel 140 mijl (225 km) de Theems afgezwommen.

## Comic Relief
In maart 2011 ondernam Walliams "24 Hour Panel People". 24 uur lang aaneensluitende opnames voor verschillende Engelse panelshows uit het heden en het verleden. Dit deed hij om geld binnen te halen voor Comic Relief. De opnames werden live uitgezonden op de BBC-website. De shows waaraan hij meedeed waren onder andere Would I Lie To You?, 8 Out of 10 Cats, Just a Minute, It's Only TV ...But I Like It, Whose Line Is It Anyway?, The Generation Game, Through the Keyhole, Blankety Blank, Mock the Week, Argumental, Celebrity Juice, QI, Mastermind, Have I Got News For You, Call My Bluff en Never Mind the Buzzcocks.

## Britain's Got Talent
Van 2012 tot en met 2022 was Walliams jurylid bij Britain's Got Talent naast Simon Cowell, Amanda Holden en Alesha Dixon.

## Schrijver
Walliams schreef meerdere kinderboeken, zoals Operatie Apekool, Oma Boef, De Ergste Ouders van de Wereld en Joe Biljoen. Een groot aantal boeken zijn geïllustreerd door Quentin Blake.